# Pelantaro
Pelantaro o Pelantarú (dal mapuche pelontraru o "Caracara lucente") (fl. XVI secolo) è stato uno dei vice toqui di Paillamachu, il toqui o capo militare che guidò i Mapuche durante la rivolta Mapuche del 1598.

## Biografia
Si crede che Pelantaro ed i suoi tenenti Anganamon e Guaiquimilla siano i responsabili della morte del secondo Governatore Reale del Cile, Martín García Óñez de Loyola, nel corso del disastro di Curalaba del 21 dicembre 1598.
Questo disastro provocò una rivolta generale dei Mapuche e di altre tribù legate a loro. Il tutto culminò con la distruzione di tutti gli insediamenti spagnoli a sud del fiume Bío Bío e di alcuni a nord (Santa Cruz de Oñez e San Bartolomé de Chillán nel 1599). Il successivo governatore, Alonso de Ribera, stabilì un confine accettando il consiglio del gesuita Luis de Valdivia, secondo il quale andava combattuta una guerra difensiva.
A questo punto Pelantaro aveva a disposizione le teste di Pedro de Valdivia e di Martín Óñez de Loyola, e le usò come trofeo e come contenitore per il chicha, una specie di alcool. Come dimostrazione delle loro buone intenzioni, le restituirono nel 1608.
Pelantaro fu catturato nel 1616 e tenuto prigioniero per un anno e mezzo dopo la morte del governatore Alonso de Ribera. Fu infine rilasciato dal successore Fernando Talaverano Gallegos, nel vano tentativo di stabilire la pace con i Mapuche.